# الی بمبر
اِلی بَمبر (انگلیسی: Ellie Bamber؛ زادهٔ ۲ فوریهٔ ۱۹۹۷) بازیگر اهل انگلستان است. وی از سال ۲۰۱۲ میلادی تاکنون مشغول فعالیت بوده‌است.
از فیلم‌ها یا برنامه‌های تلویزیونی که وی در آن نقش داشته است، می‌توان به بینوایان (مینی‌سریال ۲۰۱۸)، حیوانات شب‌زی و ویلیام تل اشاره کرد. 